# Cosmos (satélite)
Para otros usos de la palabra Cosmos, vea Cosmos (desambiguación)
Cosmos (en ruso: Космос) es la designación dada a un gran número de satélites artificiales operados desde 1962 por la Unión Soviética y, tras su disolución, por Rusia hasta la actualidad. Los satélites que obtienen esta denominación no forman un único programa sino que se refieren a distintos satélites sobre los cuales, en ocasiones, las autoridades no proporcionaron información específica.

## Historia
El Cosmos 1, el primer satélite en recibir la designación Cosmos con un peso de 315 kilogramos y que se utilizó para analizar la estructura de la ionosfera, se lanzó el 16 de marzo de 1962. Desde entonces hasta enero de 2014 se contabilizaron 2.490 satélites denominados Cosmos. Entre ello se incluyen casi todos los satélites militares soviéticos y rusos, así como una satélites científicos y naves espaciales que fallaron durante o inmediatamente después del lanzamiento, pero que aún alcanzaron su órbita. La designación se otorga solo a los satélites que se encuentran en la órbita de la Tierra. 
En el programa espacial de la Unión Soviética por lo general las misiones lunares y planetarias se colocaban inicialmente en una órbita baja de estacionamiento de la Tierra junto con la etapa superior, que luego funcionaba durante unos cuatro minutos para colocar la nave espacial en una órbita cislunar o heliocéntrica. Si el motor fallaba o la combustión no se completaba, las sondas que quedarían en la órbita de la Tierra recibían la designación de Cosmos. 
También recibieron este nombre las pruebas del sistema FOBS aunque nunca entraron en órbita. La mayoría de los satélites militares soviéticos, y posteriormente rusos, recibieron las designaciones del Cosmos. Como resultado, el número de misiones que se ejecutan bajo el nombre de Cosmos creció rápidamente y superó la marca de 1000 a mediados de la década de 1970. La duración de los vuelos de los Cosmos era muy variable y oscilaba entre unas horas, semana hasta varios meses. El peso medio de los satélites era de 400 kg.

## Usos
Una designación de cosmos contribuyó, entre otras cosas:
- Investigación de la radiación cósmica: Cosmos 3, 5, 6, 17, 19
- Investigación Geomagnética: Cosmos 26, 49
- Investigación de las partículas cargadas en el campo magnético de la Tierra: Cosmos 41
- Examen de la radiación infrarroja y ultravioleta de la Tierra: Cosmos 45, 65
- Examen de la luminosidad del cielo estrellado en la región ultravioleta y visible del espectro: Cosmos 51
- Examen de los rayos infrarrojos y gamma de la Tierra: Cosmos 92
- Examen de la teoría de la relatividad con un generador cuántico molecular: Kosmos 97
- Medición de la densidad de micrometeoritos : Cosmos 135, 163
- Investigación de la propagación de ondas longitudinales en la ionosfera : Kosmos 142, 259
- Medición hermética: Cosmos 146
- Probando la Estabilización Aerodinámica de los Satélites de la Tierra: Cosmos 149
- Examen de rayos X solares y radiación ultravioleta: Kosmos 166, 215, 230
- Examen de rayos X solares y estelares: Cosmos 208, 230
- Examen de la atmósfera superior de la Tierra y la aurora boreal y el silbador : Cosmos 261
- Investigaciones ionosféricas de espectrometría de masas : Cosmos 274
- Examen de la ionosfera: Cosmos 381
- Satélites de prueba para el programa Meteor (satélites meteorológicos): Cosmos 112, 122, 144, 156, 184, 206, 243
- Sondas espaciales fallidas del programa Zond: Cosmos 21
- sondas lunares fallidas : Cosmos 60, Cosmos 111, Cosmos 300, Cosmos 305
- Sondas de Venus fallidas : Cosmos 167, 359, 482
- Sondas de Marte fallida: Cosmos 419
- vuelos de prueba no tripulados de la nave espacial Voshod: Kosmos 47 , Kosmos 57 , Kosmos 110
- vuelos de prueba sin tripulación de la nave espacial Soyuz: Cosmos 133 , 140 , 186 y 188 , 212 y 213 , 238 , 496 , 573 , 613 , 638 , 670 , 672 , 772 , 869 , 1001 , 1074
- Vuelos de prueba no tripulados del LK Lunar : Cosmos 379, 398 y 434.
- vuelos de prueba no tripulados de la nave espacial TKS 929 , 1267 , 1443 , 1686
- vuelos de prueba no tripulados del planeador espacial BOR : Kosmos 1374, 1445, 1517, 1614
- Una estación espacial inutilizable : Kosmos 557
- Satélites de vigilancia con batería de radionúclidos para el suministro de energía: RORSAT
- varios cientos de satélites de reconocimiento fotográfico Zenit
- Más de 400 satélites militares de comunicaciones del tipo Strela
- cerca de 100 satélites de navegación y comunicaciones militares Parus
- diez satélites de investigación Bion 1 a Bion 10 también llevaban números de cosmos adicionales.

## Los primeros satélites Cosmos

### Cosmos 1
Cosmos 1, también conocido como Sputnik 11, se lanzó el 16 de marzo de 1962 a las 12:00:00 UTC . Masa orbital 285 kg. Fue el primer satélite de la serie Soviética de Satélites Terrestres. Empleó instrumentos de radio para estudiar la estructura de la ionosfera.

### Cosmos 2
Cosmos 2, también conocido como Sputnik 12, se lanzó el 6 de abril de 1962 a las 17:16:00 UTC. Masa orbital 285 kg. Era el segundo satélite de la serie Soviética de Satélites Terrestres. Empleó instrumentos de radio para estudiar la estructura de la ionosfera.

### Cosmos 3
Cosmos 3, también conocido como Sputnik 13, se lanzó el 24 de abril de 1962 a las 04:04:00 UTC. Masa orbital 330 kg. Pertenece a la serie Soviet Earth Satellite. Se usó para estudiar las capas superiores de la atmósfera , la Tierra y el espacio exterior . Los datos fueron transmitidos a la Tierra por un sistema de telemetría multicanal equipado con unidades de memoria de espacio.

### Cosmos 4
Cosmos 4, también conocido como Sputnik 14, se lanzó el 26 de abril de 1962 a las 10:04:00 UTC. Masa orbital 4600 kg. Se usó para estudiar las capas superiores de la atmósfera, la Tierra y el espacio exterior. Fue desarrollado para medir la radiación antes y después de las pruebas nucleares realizadas durante el proyecto estadounidense Starfish. Los datos fueron transmitidos a la Tierra por un sistema de telemetría multicanal equipado con unidades de memoria de espacio.

### Cosmos 5
Cosmos 5, también conocido como Sputnik 15, se lanzó el 28 de mayo de 1962 a las 03:07:00 UTC. Masa orbital 280 kg. Se usó para estudiar las capas superiores de la atmósfera, la Tierra y el espacio exterior. Los datos fueron transmitidos a la Tierra por un sistema de telemetría multicanal equipado con unidades de memoria de espacio.

### Cosmos 6
Cosmos 6, también conocido como Sputnik 16, se lanzó el 30 de junio de 1962 a las 16:04:00 UTC de Kapustin Yar . Masa orbital 355 kg. Era un satélite militar de tipo soviético DS (Dnepropetrovsk Sputnik) construido en Ucrania para ser lanzado por vehículos de lanzamiento Kosmos. Fue utilizado para investigaciones militares y científicas y pruebas de pruebas de componentes.

### Cosmos 7
Cosmos 7, también conocido como Sputnik 17, se lanzó el 28 de julio de 1962 a las 09:21:00 UTC. Masa orbital 4600 kg. Se usó para estudiar las capas superiores de la atmósfera, la Tierra y el espacio exterior. Los datos fueron transmitidos a la Tierra por un sistema de telemetría multicanal equipado con unidades de memoria de espacio. Se usó para medir la radiación en el entorno espacial a fin de garantizar la seguridad durante el vuelo de las naves espaciales Vostok 3 y Vostok 4.

### Cosmos 8
Cosmos 8, también conocido como Sputnik 18, se lanzó el 18 de agosto de 1962 a las 05:02:00 UTC de Kapustin Yar. Masa orbital 337 kg. Era un satélite militar de tipo soviético DS (Dnepropetrovsk Sputnik) construido en Ucrania para ser lanzado por vehículos de lanzamiento Kosmos. Fue utilizado para investigaciones militares y científicas y pruebas de pruebas de componentes.

## Otros satélites Cosmos
- Cosmos 57
- Cosmos 96
- Cosmos 110
- Cosmos 111
- Cosmos 482